# Thomasslakkenmeel

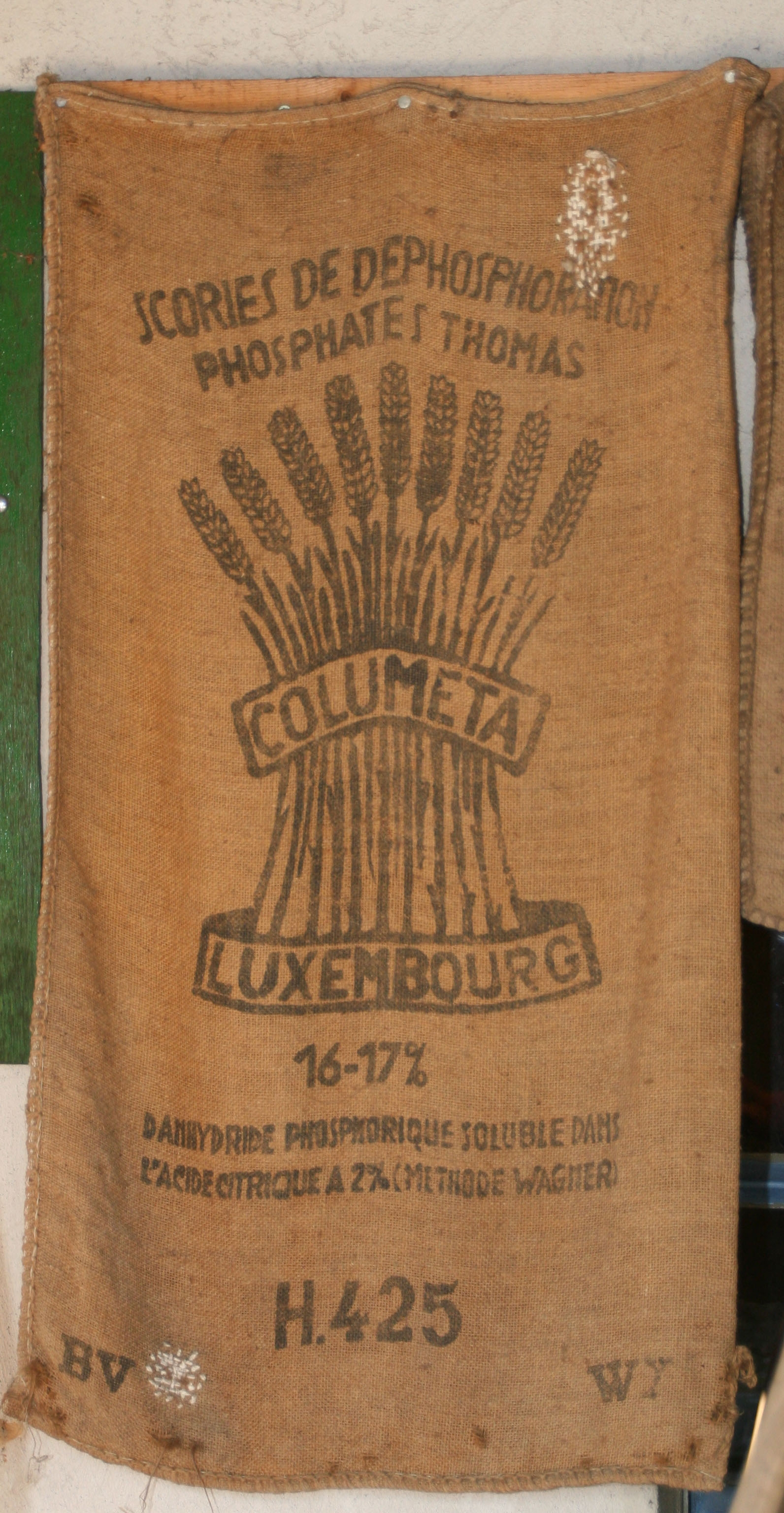
Zak voor thomasslakkenmeel

Thomasslakkenmeel of thomaskali is een fosfaathoudende kunstmeststof, die in de landbouw wordt gebruikt. Het is een grijs tot zwart poeder met een hoog soortelijk gewicht. Het is een langzaamwerkende meststof. Het wordt gemaakt uit fijngemalen hoogovenslakken van fosfaatrijk ijzererts of ruwijzer.

## Productieproces
De werkwijze om van ruwijzer staal te maken in een Gilchrist-Thomas-converter werd in 1879 door de Engelsman Sidney Gilchrist Thomas (1850-1885) uitgevonden. Door in de peervormige Bessemerconverter, waarin het ijzererts of ruwijzer gesmolten wordt, als binnenbekleding dolomiet in plaats van vuurvaste kiezelzuurtegels te gebruiken en ongebluste kalk aan het vloeibare ruwe ijzer toe te voegen, wordt de pH verhoogd en gaat de fosfor makkelijk over in P2O5. De overmaat aan ongebluste kalk wordt gebonden door toevoeging van zand (SiO2). Vervolgens ontstaan er hieruit onder andere calciumfosforsilicaat. Deze komen als slak bovendrijven en worden vervolgens afgegoten. De afgekoelde slak wordt in kogelmolens fijn gemalen tot thomasslakkenmeel.
Bij het maken van staal in een Siemens-Martinoven, die onder andere in Nederland werd toegepast, werden slakken geproduceerd die ongeschikt waren voor het maken van thomasslakkenmeel.

## Bestanddelen
Thomasslakkenmeel bestaat uit calciumfosforsilicaten, dicalciumfosfaat, tricalciumfosfaat, magnesiumoxide, calciumsilicaat, ongebluste kalk en bevat:
- 14-18% P2O5 (oplosbaar in 2% citroenzuur)
- 50% CaO
- 2% MgO
- sporen-elementen

## Toepassing
Thomasslakkenmeel is niet oplosbaar in water, maar gaat in de grond geleidelijk over in beter oplosbare verbindingen. Bij voorkeur moet thomasslakkenmeel dan ook in het najaar gestrooid worden. Door de aanwezige kalk verhoogt thomasslakkenmeel de pH van de grond en is zeer geschikt voor de bemesting van magnesiumbehoeftige zure zandgronden. Door de aanwezige sporenelementen is het ook geschikt voor de bemesting van grasland.